# The Second Mrs Tanqueray
The Second Mrs Tanqueray é um filme mudo britânico de 1916, do gênero drama, dirigido por Fred Paul, com roteiro de Benedict James baseado em peça teatral de Arthur Wing Pinero.

## Elenco
- George Alexander - Aubrey Tanqueray
- Hilda Moore - Paula
- Norman Forbes - Caley Drummle
- Marie Hemingway - Ellean Tanqueray
- James Lindsay - Sir George Orreyd
- May Leslie Stuart - Lady Orreyd
- Nelson Ramsey - Misquith
- Mary Rorke - Sra. Cortellion
- Minna Grey - Sra. Tanqueray
- Roland Pertwee - Hugh Ardale
- Bernard Vaughan - Gordon Jayne